# Ansel Bourne
Ansel Bourne (1826-1910) fue un famoso caso de psicología del siglo XIX debido a su experiencia de una probable fuga disociativa. Fue uno de los primeros documentados, sigue siendo de interés como ejemplo de personalidad múltiple y amnesia. Entre los médicos que trataron a Bourne se encontraba el famoso psicólogo estadounidense William James.
Bourne era un predicador evangélico que vivía en Rhode Island, Estados Unidos. Era carpintero, pero después de un periodo de amnesia y pérdida de la visión, se le ocurrió la idea de visitar una capilla . Hasta ese momento había sido carpintero.  Publicó su experiencia en 1858.
El 17 de enero de 1887, desapareció. Se fugó a Providence, Rhode Island, a sacar una larga suma de dinero, y luego continuó hasta llegar a Norristown, Pensilvania, donde se instaló como papelero y pastelero usando el nombre de A.J. Brown, viviendo en su negocio. Ninguno de sus clientes notó nada extraño. El lunes, 14 de marzo, se despertó por la mañana sin saber dónde estaba y sin recordar los dos meses anteriores, todavía creyendo que era enero. 
Después de regresar a casa con la ayuda de su sobrino, el psicólogo William James de la Universidad de Harvard y Richard Hodgson de la Sociedad de Investigación Psíquica ⁣viajaron para estudiarlo. Descubrieron que bajo hipnosis se le podía inducir a asumir la personalidad de Bourne o de Brown, y ninguna de las dos tenía conocimiento de la otra, pero Brown pudo explicar qué hizo en Pensilvania. 
La historia de Ansel Bourne fue "muy probablemente" una inspiración para el nombre 'Bourne' en la serie de películas y novelas La identidad de Bourne. 

## Obras publicadas
- Maravillosas obras de Dios: narración de los maravillosos hechos del caso de Ansel Bourne, de Westerly, Rhode Island, quien de repente quedó ciego, mudo y sordo y después de dieciocho días fue repentina y completamente restaurado. , 1858, M Cummings